# Elezioni parlamentari in Libano del 2009
Le elezioni parlamentari in Libano del 2009 si tennero il 7 giugno per il rinnovo dell'Assemblea Nazionale.
Le successive elezioni avrebbero dovuto tenersi nel 2014, ma furono prima rinviate al 2017, in ragione della proroga di due anni e sei mesi dichiarata dal Parlamento, e poi di nuovo posposte al 2018.

## Risultati
| Liste                                         | Voti | % | Seggi |
| --------------------------------------------- | ---- | - | ----- |
| Movimento del Futuro                          |      |   | 26    |
| Forze Libanesi                                |      |   | 8     |
| Falangi Libanesi                              |      |   | 5     |
| Blocco Murr                                   |      |   | 2     |
| Partito Socialdemocratico Hunchakian          |      |   | 2     |
| Gruppo Islamico                               |      |   | 1     |
| Partito Liberale Democratico Armeno           |      |   | 1     |
| Movimento della Sinistra Democratica          |      |   | 1     |
| Partito Nazionale Liberale                    |      |   | 1     |
| Altri                                         |      |   | 11    |
| Totale Alleanza del 14 marzo                  |      |   | 58    |
| Movimento Patriottico Libero                  |      |   | 19    |
| Partito Democratico Libanese                  |      |   | 4     |
| Movimento Marada                              |      |   | 3     |
| Federazione Rivoluzionaria Armena             |      |   | 2     |
| Partito Solidarietà                           |      |   | 1     |
| Totale Blocco del Cambiamento e della Riforma |      |   | 29    |
| Amal                                          |      |   | 13    |
| Hezbollah                                     |      |   | 12    |
| Partito Nazionalista Sociale Siriano          |      |   | 2     |
| Partito Ba'th Socialista Arabo                |      |   | 2     |
| Totale Alleanza dell'8 marzo                  |      |   | 29    |
| Partito Socialista Progressista               |      |   | 7     |
| Movimento Majid                               |      |   | 2     |
| Altri                                         |      |   | 1     |
| Totale                                        |      |   | 126   |